# Evita (film)
 For alternative betydninger, se Evita. (Se også artikler, som begynder med Evita)
Evita er en amerikansk drama film fra 1996. Den blev instrueret af Alan Parker.

## Medvirkende
- Madonna som Eva Perón
- Antonio Banderas som Ché
- Jonathan Pryce som Juan Perón
- Jimmy Nail som Agustín Magaldi
- Victoria Sus som Dona Juana
- Julian Littman som Juan
- Olga Merediz som Blanca
- Laura Pallas som Elisa
- Julia Worsley som Erminda
- María Luján Hidalgo som Ung Eva